# Nuza Gogoberidse
Nuza Gogoberidse

Link zum Bild

Nuza Gogoberidse (georgisch ნუცა ღოღობერიძე; geboren 12. Oktoberjul. / 25. Oktober 1902greg. in Kachi in der Region Saingilo, Russisches Kaiserreich; gestorben 31. Oktober 1966) war eine georgische Filmregisseurin.

## Leben und Werk
Ihr Vater, Bartholomäus Chuzischwili, absolvierte das Bildungsseminar von Gori und arbeitete als Lehrer in Saingilo. Als im Jahr 1917 Unruhen in Saingilo begannen, zog die Familie Chuzischwili nach Kachetien in das Dorf Kishtiskar. Bartholomäus Chuzischwili ließ seinen sechs Töchtern eine höhere Ausbildung zukommen, was zu dieser Zeit in Georgien nicht selbstverständlich war. Nuza Chuzischwili schloss das Gymnasium in Tiflis mit Auszeichnung ab. Sie sprach neben Georgisch fließend Russisch, Deutsch und Französisch. Nach dem Besuch der Philosophischen Fakultät der Universität Tiflis studierte sie in den Jahren 1923 bis 1925 an der Philosophischen Fakultät der Universität Jena.
Als Nuza Chuzischwili aus Jena zurückkehrte, lernte sie über ihren Bruder Rajden dessen Schwager, den Bolschewiken Lewan Gogoberidse kennen. Sie wurden ein Paar, obwohl Rajden diese Beziehung ablehnte. Das Verhältnis zwischen den beiden Familien wurde so angespannt, dass sich Rajden sogar von seiner Frau Lisa scheiden ließ. Nuza Gogoberidse stimmte in vielen wesentlichen ideologischen Fragen mit ihrem Mann Lewan nicht überein. Die Meinungsverschiedenheiten führten schließlich zur Trennung des Paares.
Mit 25 Jahren wurde Nuza Gogoberidse die erste georgische Filmregisseurin. Im Jahr 1927 drehte sie gemeinsam mit Michail Kalatosow ihren ersten Dokumentarfilm „Mati samepo“ (en: „Their Kingdom“ oder „Their Empire“), der den damals innovativen Stil der „Kontrastmontage“ verwendete. Mit dem avantgardistischen Maler Dawit Kakabadse drehte sie 1930 den Propagandafilm „Buba“, einen Dokumentarfilm über die Bergregion Ratscha im Nordwesten von Georgien. Ihr dritter Film „Ujmuri“ (en: „Cheerless“) über die gleichnamige Sumpfgöttin Ujmuri erschien 1934. Er war der erste sowjetische Spielfilm unter der Regie einer Frau. Er schildert, wie der Aberglaube ein sowjetisches Modernisierungsprojekt, nämlich die Trockenlegung einer Sumpflandschaft, behindert. Die Dreharbeiten begannen im Jahr 1932. Am 23. April 1932 verabschiedete das Politbüro der Kommunistischen Partei der Sowjetunion eine Resolution „über die Umgestaltung literarischer und künstlerischer Organisationen“. In dieser Übergangszeit zum Sozialistischen Realismus wurde das Drehbuch 1933 intensiv überarbeitet. Sergei Eisenstein, Oleksandr Dowschenko und Wiktor Schklowski setzten sich für den Film ein. Nach weiteren Diskussionen und Bewertungen kam der Film schließlich Ende 1934 in die Kinos, wurde aber bald aus dem Verleih genommen.
Während der stalinistischen Säuberungsaktionen wurde Nuza Gogoberidse ab Mitte der 1930er Jahre drangsaliert. Sie war arbeits- und mittellos. Über Freunde erhielt sie die Chance, Märchen von Charles Perrault unter fremden Namen, aber gegen Honorar ins Georgische zu übersetzen. Ihr Mann, der zu den Beria-Gegnern gehörte, wurde 1936 inhaftiert und am 21. März 1937 erschossen. Nuza Gogoberidse wurde als Familienangehörige eines Volksfeindes verhaftet und für zehn Jahre im Lager Potma und im Arbeitslager Workuta inhaftiert. Ihre Filme wurden verboten. Nach der Rückkehr konnte Nuza Gogoberidse nicht mehr in die Filmindustrie zurückzukehren und arbeitete in der Abteilung für Lexikologie des Instituts für Linguistik in Tiflis. Mit drei weiteren Autoren verfasste sie dort ein achtbändiges Wörterbuch. Sie starb 1966 im Alter von 64 Jahren.
Ihr Vermächtnis wurde erst Jahre nach ihrem Tod wiederentdeckt. „ბედნიერების მატარებელი“ (Der Zug des Glücks), Ihre Kurzgeschichtensammlung über ihre Zeit im Gulag erschien 2011. Erst 2013 wurde ihr Film „Buba“ öffentlich gezeigt, zuerst in Tiflis, dann auf Festivals und in Museen weltweit.
Nuza Gogoberidses Tochter Lana Gogoberidse und die Enkelin Salome Alexi sind ebenfalls Filmemacherinnen. Alexi machte ihren Abschluss an der Filmhochschule La Fémis in Paris. Unter dem Titel Nutsa und Lana Gogoberidze oder die Dunkelheit ist niemals vollkommen produzierte Alexi den Film ihrer Mutter Lana über die Großmutter Nuza.
Gogoberidses Name findet sich in verschiedene Schreibweisen: Ihr Geburtsname beispielsweise als ნინო ხუციშვილი (Nino Chuzischwili), der Ehename u. a. als Nutza Gogoberidze, Noutsa Gogoberidse, Nusa Gogoberidse oder Nutsa Gogoberidze.

## Filmografie

### Regie
- 1928 Mati samepo (20 Min., mit Michail Kalatosow)[5]

### Drehbuch und Regie
- 1930 Buba (39 Min.)[6]
- 1934 Ujmuri (55 Min., Drehbuch mit Shalva Dadiani)[7]